# Zentralarchiv zur Erforschung der Geschichte der Juden in Deutschland
O Zentralarchiv zur Erforschung der Geschichte der Juden in Deutschland (Arquivo Central para Pesquisas sobre a História dos Judeus na Alemanha foi fundado em 1987 em Heidelberg. É uma instituição do Conselho Central dos Judeus na Alemanha, financiada pelo Ministério Federal do Interior da Alemanha. Sua concepção baseia-se no Gesamtarchiv der deutschen Juden, que existiu em Berlim de 1905 até ser assumido pelo Reichssippenamt após a Noite dos Cristais de novembro de 1938. Sua principal preocupação é o armazenamento e indexação de documentos historicamente valiosos de comunidades judaicas, associações, instituições e indivíduos. O Arquivo Central tem quatro funcionários e uma capacidade de armazenamento de quase 2.000 metros corridos.
Visões gerais detalhadas dos acervos e coleções, bem como numerosas listas e diretórios detalhados, podem ser encontrados na página do arquivo central.
O atual diretor do arquivo central é Ittai Joseph Tamari, que sucedeu Peter Honigmann em 2016.